# 加萊諾
溫德松·羅德里格斯·多納西門托·加萊諾（葡萄牙語：Wenderson Rodrigues do Nascimento Galeno，1997年10月21日—），简称为加萊諾，巴西职业足球运动员，現效力沙特職業足球聯賽球隊吉達艾阿里。

## 榮譽
布拉加
- 葡萄牙盃冠軍 : 2020–21
- 葡萄牙聯賽盃冠軍 : 2019–20

波圖
- 葡萄牙足球超級聯賽冠軍 :  2017–18[3], 2021–22[4]
- 葡萄牙盃冠軍 : 2021–22，2022–23
- 葡萄牙聯賽盃冠軍 : 2022–23
- 葡萄牙超級盃冠軍 : 2022

吉達艾阿里
- 亞足聯冠軍精英聯賽冠軍：2024–25

## 外部連結
- Soccerway資料庫：加萊諾